# 菩萨省
菩萨省（高棉語發音：[kʰaet poː sat]）是柬埔寨西北部的一個省，該省的省會是菩萨市。
菩萨省是柬埔寨的一個內陸省。該省的北面是馬德望省，南面是戈公省，東北面是洞里萨湖，隔湖與暹粒省、磅同省相望。東南面為磅士卑省，西面同泰國的達叻府接壤。
菩薩省的居民多數從事林業。

## 行政区划
本省分為以下六個縣：
- 巴甘县（ស្រុកបាកាន）
- 甘殿县（ស្រុកកណ្តៀង）
- 格罗戈县（ស្រុកក្រគរ）
- 豆蔻山县（ស្រុកភ្នំក្រវាញ）
- 菩萨县（ក្រុងពោធិ៍សាត់）原为三坡密县（ស្រុកសំពៅមាស）
- 韦文县（ស្រុកវាលវែង）

## 外部連結
- 菩萨省的政府網址[永久]